# جوزف سیمون
جوزف سیمون (به انگلیسی: Joseph Simon) سناتور سابق عضو حزب جمهوری‌خواه ایالات متحده آمریکا بود. وی در سال ۱۸۹۸ تا ۱۹۰۳ میلادی سناتور ایالت اورگن در سنای ایالات متحده آمریکا بود.